# Municipio de Grant (condado de Grundy)
El municipio de Grant (en inglés: Grant Township) es un municipio ubicado en el condado de Grundy en el estado estadounidense de Iowa. En el año 2010 tenía una población de 1739 habitantes y una densidad poblacional de 18,87 personas por km².

## Geografía
El municipio de Grant se encuentra ubicado en las coordenadas 42°25′37″N 92°35′34″O / 42.42694, -92.59278. Según la Oficina del Censo de los Estados Unidos, el municipio tiene una superficie total de 92.15 km², de la cual 92,15 km² corresponden a tierra firme y (0%) 0 km² es agua.

## Demografía
Según el censo de 2010, había 1739 personas residiendo en el municipio de Grant. La densidad de población era de 18,87 hab./km². De los 1739 habitantes, el municipio de Grant estaba compuesto por el 98,91% blancos, el 0,23% eran afroamericanos, el 0,35% eran asiáticos, el 0,06% eran de otras razas y el 0,46% eran de una mezcla de razas. Del total de la población el 1,32% eran hispanos o latinos de cualquier raza.